# IC 3430
IC 3430 је спирална галаксија у сазвјежђу Дјевица која се налази на листи објеката дубоког неба у Индекс каталогу.
Деклинација објекта је + 9° 5' 4" а ректасцензија 12h 30m 17,1s. Привидна величина (магнитуда) објекта IC 3430 износи 14,5 а фотографска магнитуда 15,3. IC 3430 је још познат и под ознакама UGC 7643, CGCG 70-132, VCC 1273, PGC 41294.